# Девенпорт, Мэдисон
Мэдисон Девенпорт (англ. Madison Davenport; род. 22 ноября 1996, Сан-Антонио, Техас, США) — американская актриса и певица.

## Жизнь и карьера
Мэдисон Девенпорт родилась в Сан-Антонио, штате Техас.
В 2005 году она дебютировала в короткометражном фильме «Гармония Паркер», а затем в эпизоде комедийной драмы «Порочные связи», затем юная актриса появилась в нескольких известных многосерийных проектах: «Кости», «Скорая помощь», «Доктор Хаус» и других.
В 2006 году Мэдисон Девенпорт озвучила дикобраза Куилло в анимационном фильме «Лесная братва». Через два года она вновь оказалась за кадром известного проекта канала Дисней — мультфильма «Специальный агент Осо».
В 2010 году Мэдисон снялась в телевизионной картине «Прощение Амишей». Она сыграла маленькую девочку Мэри Бет, которая погибает во время школьной перестрелки. Она также исполнила роль Дэстини в сказочной истории «Джек и бобовый стебель».
В 2011 году Мэдисон приняла участие в съёмках триллера «Шкатулка проклятия», и подписала контракт с создателями эпической картины «Ной», режиссёром которой стал режиссёр Даррен Аронофски. Мэдисон Девенпорт досталась роль На’эль, возлюбленной Хама, которая погибает во время Всемирного потопа.
В 2014 году Мэдисон сыграла роль Кейт Фуллер в сериале Роберта Родригеса «От заката до рассвета». Мэдисон Девенпорт свободно говорит по-испански. От природы у неё светлые волосы, но ради роли Руфи Смитерс в картине «Кит Киттредж: Загадка американской девочки» актриса покрасила их в каштановый цвет.

## Фильмография
| Год       |     | Русское название                           | Оригинальное название           | Роль                     |
| --------- | --- | ------------------------------------------ | ------------------------------- | ------------------------ |
| 2005      | кор | Гармония Паркер                            | Harmony Parker                  | Гармония Паркер          |
| 2005      | ф   | Порочные связи                             | Conversations with Other Women  | британская девушка       |
| 2005      | с   | 4исла                                      | Numbers                         | Джулия Рауш              |
| 2005      | с   | Рядом с домом                              | Close to Home                   | Кэти                     |
| 2005      | с   | C.S.I.: Место преступления Нью-Йорк        | CSI: NY                         | Эбби Дрейк               |
| 2005      | с   | Элитное жилье                              | Hot Properties                  | Ханна                    |
| 2006      | кор | Незнакомцы                                 | Strangers                       | Эбби                     |
| 2006      | мф  | Лесная братва                              | Over the Hedge                  | Куилло                   |
| 2006      | мф  | Хэмми: История с бумерангом                | Hammy's Boomerang Adventure     | Куилло                   |
| 2006      | ки  | Лесная братва                              | Over the Hedge                  | Куилло                   |
| 2006      | с   | Кости                                      | Bones                           | Меган                    |
| 2007      | тф  | Контракт с незнакомкой                     | While the Children Sleep        | Кейси Истман             |
| 2007      | в   | Рождество снова здесь                      | Christmas Is Here Again         | Софианна                 |
| 2007      | ки  | TimeShift                                  | TimeShift                       | Эмма Свифт               |
| 2007      | с   | Легион Супергероев                         | Legion of Super Heroes          | Абель                    |
| 2008      | мф  | Хортон                                     | Horton Hears a Who!             | разные голоса персонажей |
| 2008      | ф   | Округ Гумбольдта                           | Humboldt County                 | Черити                   |
| 2008      | ф   | Кит Киттредж: Загадка американской девочки | Kit Kittredge: An American Girl | Руфи Смитерс             |
| 2008      | ф   | Рыбка Поньо на утёсе                       | Ponyo                           | разные голоса персонажей |
| 2008      | ф   | Парасомния                                 | Parasomnia                      | молодая Лаура Бакстер    |
| 2008      | с   | Скорая помощь                              | ER                              | Клэр О'Фаллон            |
| 2009      | ф   | Дверь на чердак                            | The Attic Door                  | Кэролайн                 |
| 2009      | с   | Специальный агент Осо                      | Special Agent Oso               | Стейси                   |
| 2010      | тф  | Прощение Амишей                            | Amish Grace                     | Мэри Бет Грабер          |
| 2010      | ф   | Джек и бобовый стебель                     | Jack and the Beanstalk          | Дэстини                  |
| 2010      | тф  | Дом отца                                   | Dad's Home                      | Линдсей Уэстман          |
| 2011      | с   | C.S.I.: Место преступления                 | CSI: Crime Scene Investigation  | Кемрин Поуз              |
| 2011      | с   | Доктор Хаус                                | House                           | Айрис                    |
| 2011—2012 | с   | Бесстыжие                                  | Shameless                       | Этель                    |
| 2012      | ф   | Шкатулка проклятия                         | The Possession                  | Ханна Бренек             |
| 2013      | с   | Спаси меня                                 | Save Me                         | Эмили Харпер             |
| 2013      | с   | Мыслить как преступник                     | Criminal Minds                  | Саманта Уилкокс          |
| 2014      | с   | От заката до рассвета                      | From Dusk till Dawn: The Series | Кейт Фуллер              |
| 2014      | ф   | Ной                                        | Noah                            | На'эль                   |
| 2014      | с   |                                            | Muertoons                       | Руби                     |
| 2015      | ф   | Сёстры                                     | Sisters                         | Хейли                    |
| 2015      | ф   | Свет под ногами                            | A Light Beneath Their Feet      | Бет                      |
| 2018      | с   | Острые предметы                            | Sharp Objects                   | Эшли Уилер               |
| 2011—2019 | с   | Чёрное зеркало                             | Black Mirror                    | Джек                     |